# Dobrotinet
Dobrotinet – wieś w Rumunii, w okręgu Aluta, w gminie Curtișoara. W 2011 roku liczyła 1199 mieszkańców.